# Warren Weaver

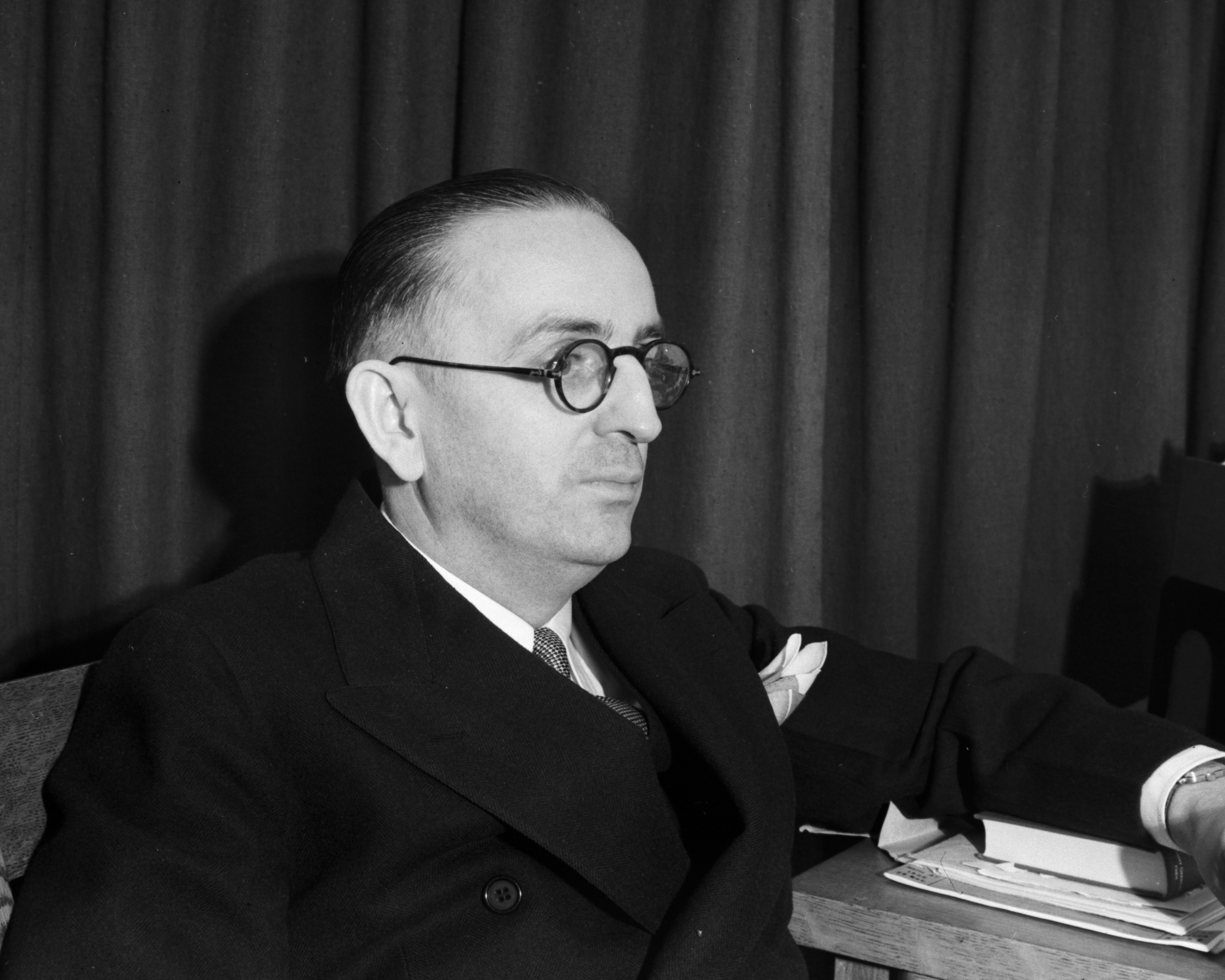
Warren Weaver in 1940

Warren Weaver (Reedsburg, Wisconsin 17 juli 1894 - New Milford, Connecticut 24 november 1978) was een Amerikaans wiskundige en communicatiewetenschapper, bekend geworden door de publicatie The Mathematical Theory of Communication uit 1949 geschreven samen met Claude Shannon.